# 제프 힐러

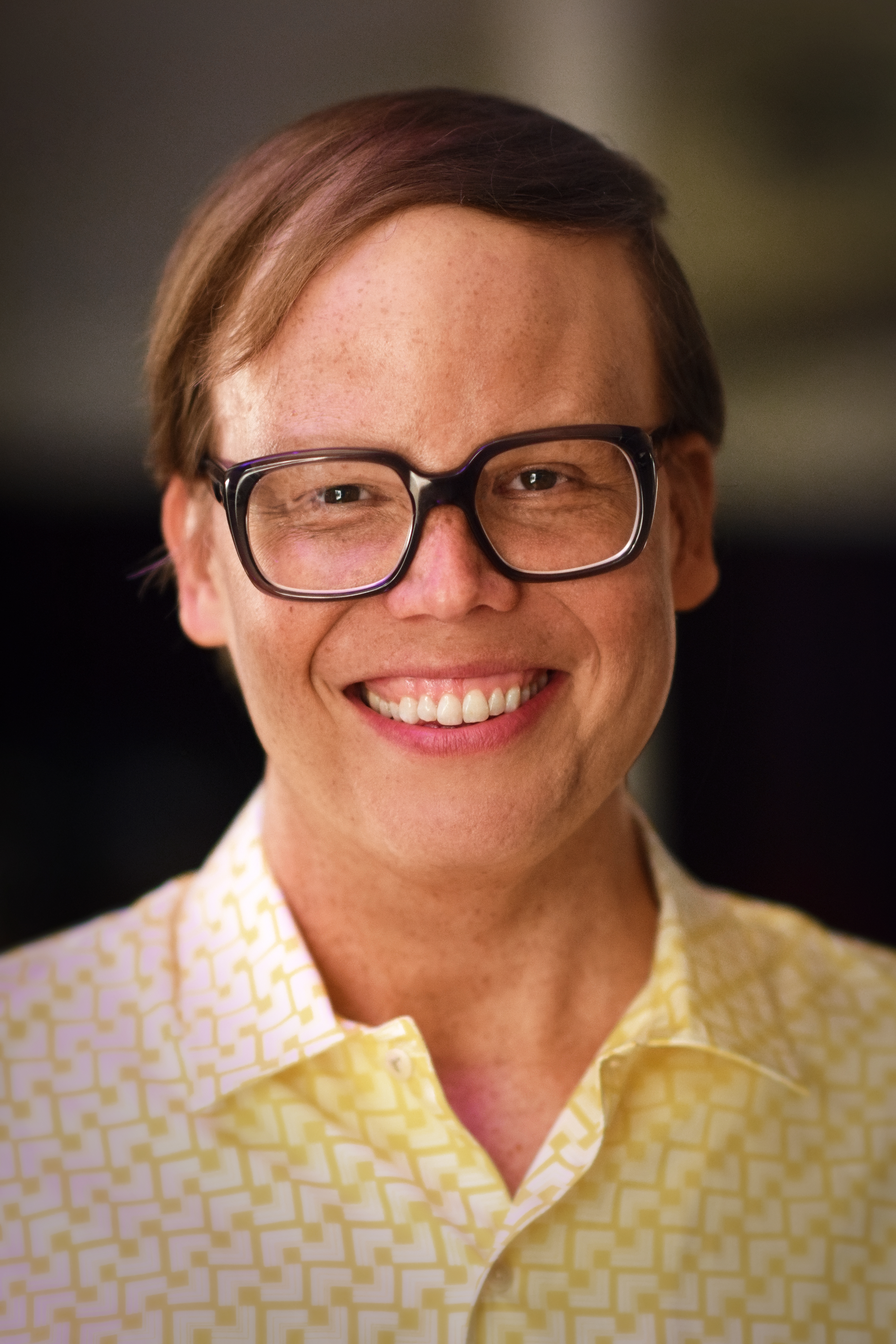

제프 힐러(Jeff Hiller)는 미국의 배우, 텔레비전 배우이다.
샌안토니오에서 태어났다.

## 영화
- 마담 싸이코 (2018년) - 헨리 역
- 절대미각 사기단 (2014년)
- 리틀 틴 맨 (2013년)
- 굿모닝 에브리원 (2010년) - 샘 역
- 아담 (2009년)
- 고스트 타운 (2008년)
- 30 락 (2006년) - 호텔 클러크 역